# 애사슴벌레
애사슴벌레는 사슴벌레과에 속하는 곤충이다. 수명은 1~2년 정도이고 큰턱을 포함한 몸 길이는 17~45mm(수컷), 20~28mm(암컷)이다. 6~9월에 나타나 참나무류의 수액을 먹고 살며, 유충은 썩은 참나무류를 파먹으면서 자란다. 몸은 흑색 또는 적갈색을 띠며 약간 광택이 난다. 수컷의 큰턱은 내치가 1개이고 곧게 뻗어 있으며 가늘지만 작은 것에서는 소실되어 없다. 암컷은 딱지날개에 미세한 점각이 조밀하게 분포하고 있다. 한반도 전역에 서식하며, 세계적으로는 일본, 중국 등지에 분포한다.

## 사진

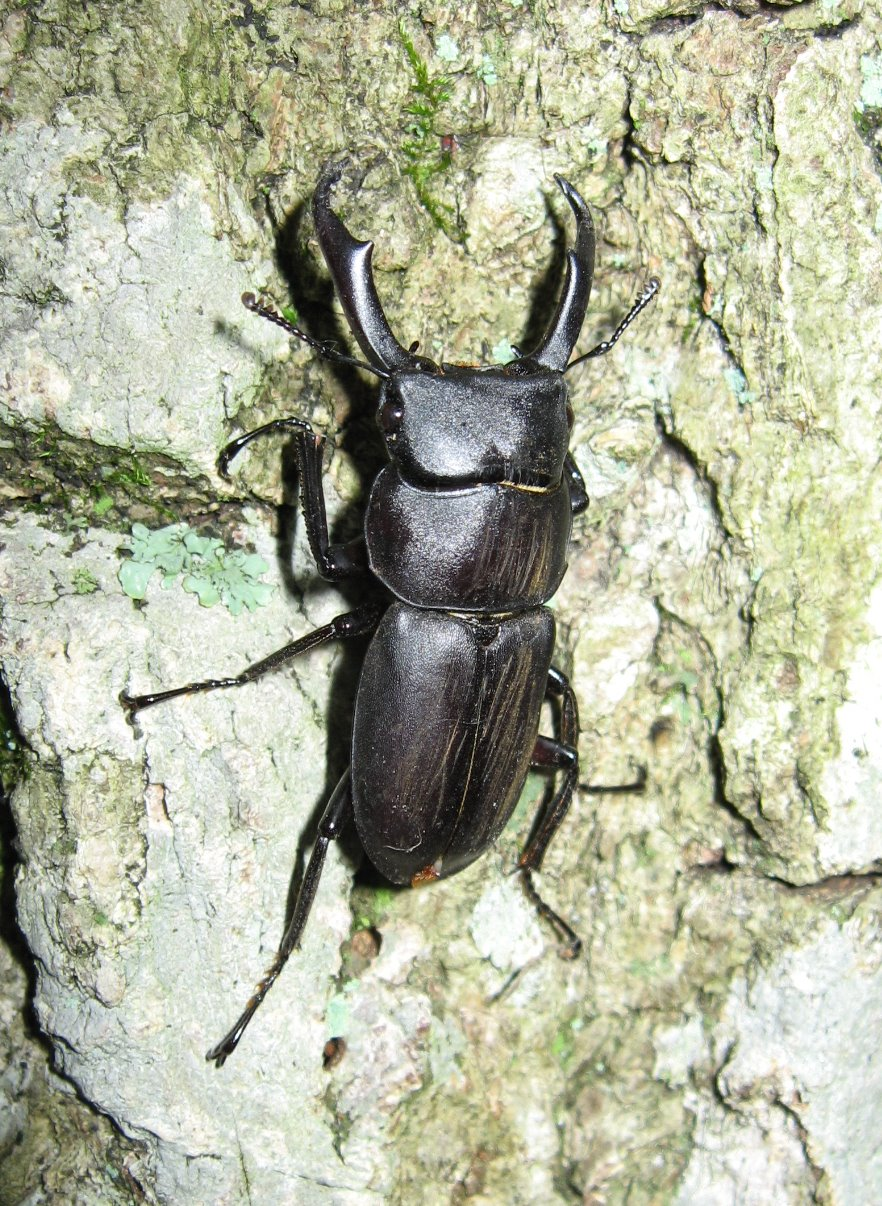
수컷
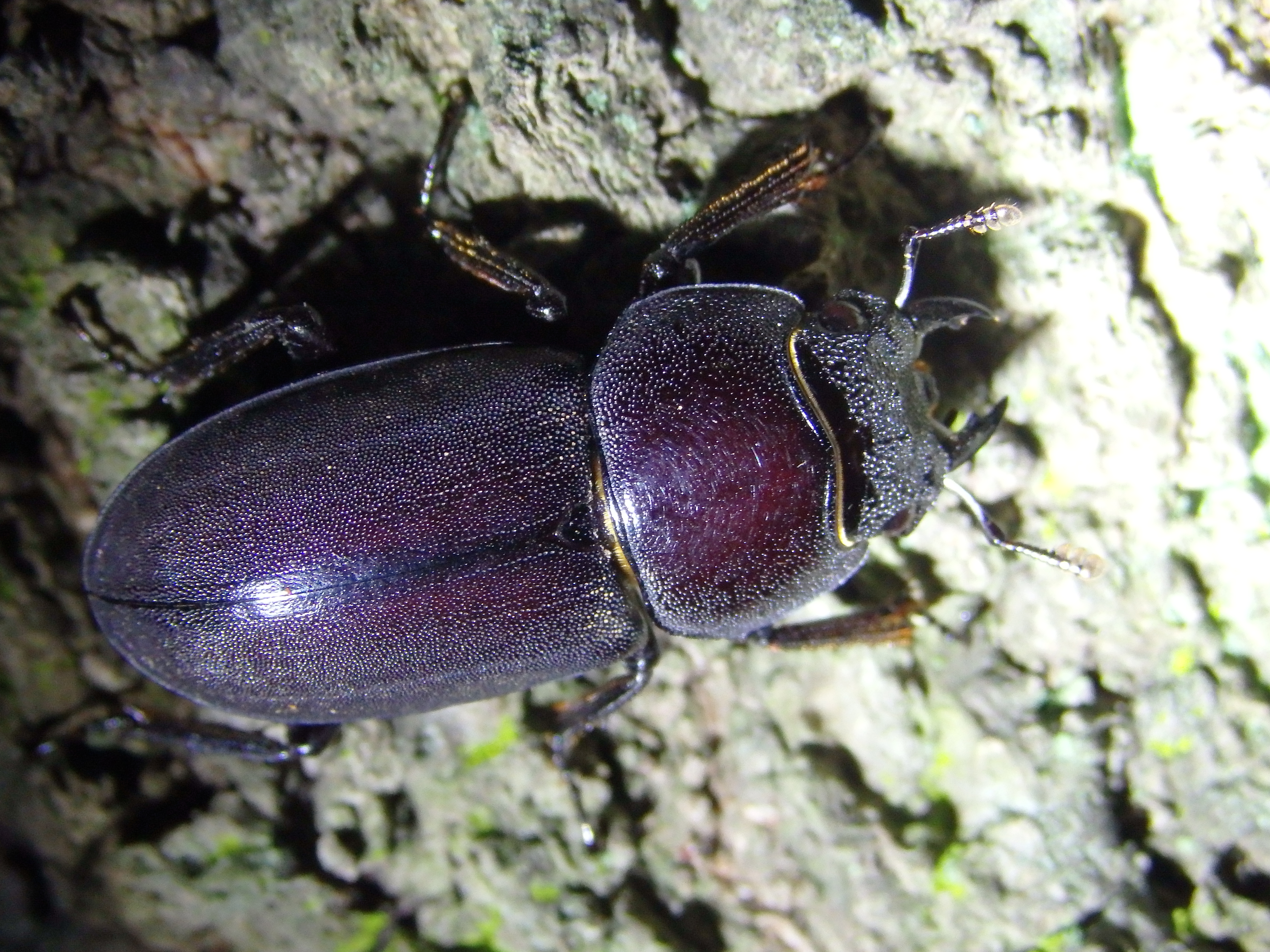
암컷
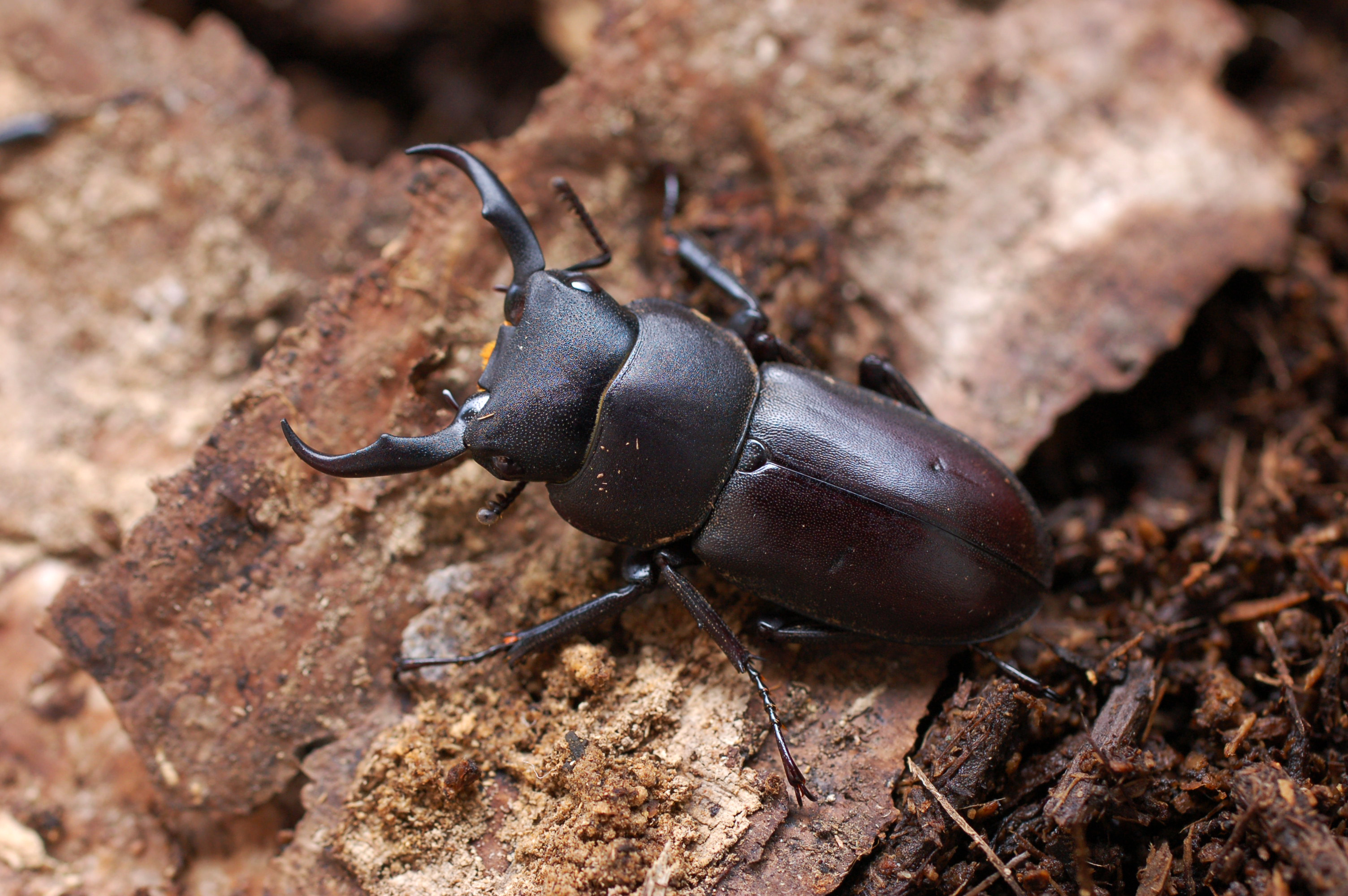
애사슴벌레 수컷
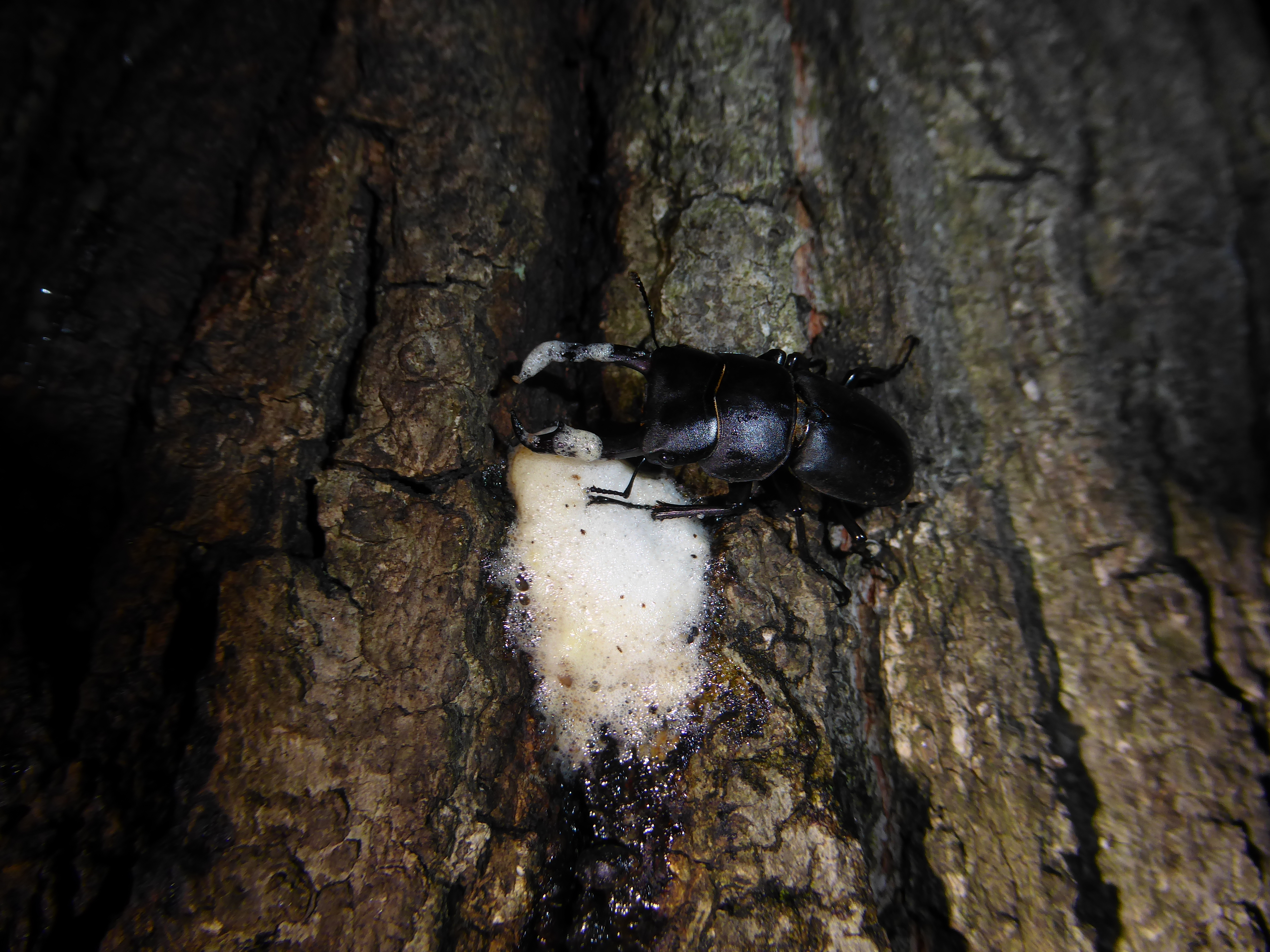
졸참나무 수액을 먹고 있다. (일본 도쿄)